# 코르차노
코르차노(이탈리아어: Corciano)는 이탈리아 움브리아주 페루자도에 있는 코무네다. 페루자에서 서쪽 8km 거리에 있다.